# Trachycera
Trachycera is een geslacht van vlinders van de familie snuitmotten (Pyralidae), uit de onderfamilie Phycitinae.

## Soorten
- T. caliginella Hulst, 1887
- T. dichromella (Ragonot, 1893)
- T. hollandella (Ragonot, 1893)
- T. nipponella Yamanaka, 2000
- T. pallicornella Ragonot, 1887
- T. paradichromella (Yamanaka, 1980)
- T. pseudodichromella (Yamanaka, 1980)
- T. vicinella Yamanaka, 2000
- T. yakushimensis Yamanaka, 2000